# نهر لويس وكلارك
يعد نهر لويس وكلارك أحد روافد نهر يونجس [الإنجليزية]، ويبلغ طوله حوالي 20 ميلاً (32 كم) ، في شمال غرب ولاية أوريغون في الولايات المتحدة. يستنزف 62 ميلاً مربعاً (160 كم 2) من سلسلة ساحل ولاية أوريغون الشمالية في أقصى الركن الشمالي الغربي من الولاية، ويدخل نهر يونجس فوق مصبه مباشرة على نهر كولومبيا في خليج يونجس. بالقرب من مصب النهر يوجد موقع حصن كلاتسوب السابق لبعثة لويس وكلارك الاستكشافية. سُمي النهر باسم Meriwether Lewis وWilliam Clark.

## التاريخ والحدائق
كان يسمى النهر نهر نيتول من قبل لويس وكلارك وشعب كلاتسوب الأمريكيين الأصليين الذين كانوا يعيشون في المنطقة في ذلك الوقت. وظل يعرف باسم نهر نيتول حتى عام 1925، عندما أعيدت تسميته لتكريم لويس وكلارك. يتدفق النهر عبر منتزه لويس وكلارك التاريخي الوطني، والذي تم تعيينه كمتنزه تاريخي وطني في عام 2004.

## السمك
النهر هو موطن سمك الحفش الذي يتغذى على القاع، وهي سمكة رياضية شهيرة في المنطقة. كما أنها موطن لبرنامج إعادة توطين سمك السلمون واسع النطاق التي تديرها حاليًا إدارة الأسماك والحياة البرية في ولاية أوريغون. يمكن رؤية زريعة السلمون المسماة «الإصبعيات» وهي تتلوى وتقفز داخل حظائرها المبطنة بالشبكة على طول الضفاف الشرقية للنهر.